# زمین‌لرزه ۲۰۲۵ تبت
در ۷ ژانویه ۲۰۲۵ ساعت ۰۹:۰۵ زمان استاندارد چین (یوتی‌سی ۸:۰۰+)، زمین‌لرزه‌ای به بزرگی Mw 7.1 شهرستان تینگری، واقع در شهر شیگاتسه در منطقه خودمختار تبت در جنوب غربی چین را لرزاند. حداقل ۱۲۶ نفر در این منطقه کشته و ۳۳۷ نفر زخمی شدند. این زمین‌لرزه همچنین ۱۳ نفر را در نپال مجروح کرد و خسارات جزئی در شمال هند به بار آورد. لرزش در سراسر آسیای شمالی احساس شد. این زمین‌لرزه بزرگ‌ترین زمین‌لرزه چین از زمان زمین‌لرزه مادوئو در می ۲۰۲۱ و مرگبارترین زمین‌لرزه از زمان زمین‌لرزه جیشیشان در دسامبر ۲۰۲۳ بود.